# Only the Strong Survive
Only the Strong Survive (с англ. — «Выживают только сильные») — 21-й студийный альбом американского рок-певца Брюса Спрингстина, выпущенный 11 ноября 2022 года на лейбле Columbia Records.
Альбом представляет собой диск каверов на песни в стиле R&B и соул, и это его второй альбом каверов после We Shall Overcome: The Seeger Sessions (2006). Он был анонсирован 29 сентября 2022 года вместе с выходом песни «Do I Love You (Indeed I Do)», кавера на песню Фрэнка Уилсона. Синглы «Nightshift», «Don’t Play That Song» и «Turn Back the Hands of Time» последовали в октябре и ноябре 2022 года.
Альбом дебютировал на первом месте в хит-парадах Германии, Нидерландов, Норвегии и Швеции и был номинирован на Премию «Грэмми» за лучший традиционный вокальный поп-альбом на 66-й церемонии.

## История
В середине сентября 2022 года соучредитель и издатель журнала Rolling Stone Янн Веннер сообщил, что Спрингстин планирует выпустить новый альбом до конца года.
Спрингстин официально объявил о записи альбома 29 сентября. В своем заявлении он сказал, что «хотел сделать альбом, где он просто поёт» и попытался «отдать справедливость» «великому американскому песеннику 60-х и 70-х годов». Он записал альбом в своей студии Thrill Hill Recording в Нью-Джерси после сессий для Letter to You (2020). Альбом был спродюсирован Роном Эниелло и записан с группой E Street Horns. Он также включает два дуэта с Сэмом Муром.

## Продвижение
Спрингстин начал продвигать альбом, размещая в социальных сетях тизерные видеоролики в сентябре 2022 года, включая аудиофрагменты каверов. Музыкальное видео на первый сингл альбома, «Do I Love You (Indeed I Do)», было выпущено 29 сентября. Музыкальное видео на второй сингл альбома, «Nightshift», было выпущено 14 октября. Клип на третий сингл альбома, «Don’t Play That Song», вышел 28 октября. Четвёртый сингл альбома, «Turn Back the Hands of Time», также получил музыкальное видео 11 ноября 2022 года .
Спрингстин для продвижения выхода альбома запланировал четыре выступления на The Tonight Show Starring Jimmy Fallon с 14 по 16 ноября 2022 года, а также специальный эпизод в День благодарения 24 ноября 2022 года.

## Отзывы
| Совокупная оценка | Совокупная оценка |
| Источник          | Оценка            |
| ----------------- | ----------------- |
| Metacritic        | 74/100            |
| Оценки критиков   |                   |
| Источник          | Оценка            |
| AllMusic          | [ 11 ]            |
| Clash             | 8/10              |
| The Guardian      | [ 13 ]            |
| musicOMH          | [ 14 ]            |
| NME               | [ 15 ]            |
| Pitchfork         | 7.0/10            |
| PopMatters        | 8/10              |
| The Telegraph     | [ 18 ]            |

На Metacritic Only the Strong Survive получил оценку 74 из 100 на основе шестнадцати отзывов критиков, что указывает на «в целом благоприятный» прием. Эрика Кэмпбелл из NME сочла, что Спрингстин «воскрешает эти классические произведения как средство празднования, указывая на некоторых из сильнейших авторов песен и вокалистов всех времен с 15 огромными и искренними посвящениями, а не просто выдает поверхностные переосмысления». Джонатан Бернштейн из Rolling Stone написал, что, хотя это «позор», что кроме некоторых исполнителей и «камео Сэма Мура, никто из проникновенных музыкантов из прошлого Спрингстина не присутствует в его любовном письме в стиле R&B» и «даже если аранжировки иногда кажутся статичными в своей мимикрии, голос Спрингстина сияет и искрится».
Эмма Харрисон из Clash описала Only the Strong Survive как «проницательное звуковое путешествие по жанру, который всегда находил отклик у Босса», написав, что это «однозначно ясная» «страсть» Спрингстина к жанрам соул и R&B, а также «идеальная возможность для новой аудитории открыть для себя славные открытия от оплота рок-н-ролла». Майкл Эллиотт из PopMatters согласился с тем, что «любовь Спрингстина к этой вечной, радостной музыке соул ликующая и заразительная», отметив, что хотя его вокал «в основном справляется», а его «сильный хрип идеально подходит» для альбома, есть моменты, когда он «борется, звучит поспешно, когда песня пересиливает его».
Рецензируя альбом для musicOMH, Джон Мерфи отметил, что «альбом работает лучше всего, когда он погружается на менее знакомую территорию», и продолжил совами: «практически Брюс исполняет караоке, но когда это сделано так хорошо и с такой очевидной любовью к исходному материалу, это неотразимо». Нил Маккормик из The Telegraph считает, что альбом «напоминает нам о том, насколько сильно R’n’B отфильтровался в эпическое рок-звучание, которое он в конечном итоге развил», и сравнивает его с «натыканием на величайшую в мире барную группу, играющую величайший в мире сет-лист на самом диком празднике, который когда-либо устраивался». [17] Стивен Томас Эрлевайн из AllMusic написал, что треки, выбранные для альбома, «демонстрируют глубокое знание и хороший вкус» и «достаточно приятны», что «Спрингстин и Эниелло не совсем заново интерпретируют эти 15 песен: они просто играют их для развлечения».

## Коммерческий успех
Альбом дебютировал на 8-м месте в американском хит-параде, став 22-м диском Спрингстина в альбомном Топ-10.
В Великобритании альбом дебютировал на 2-м месте в британском хит-параде, став 23-м диском Спрингстина в альбомном Топ-10. Среди них было 12 «номеров один» — это третий результат среди сольных исполнителей после Робби Уильямса (14) и Элвиса Пресли (13), соответственно.

## Список композиций
| №                   | Название                                            | Автор(ы)                                         | Оригинальные исполнители                                  | Длительность |
| ------------------- | --------------------------------------------------- | ------------------------------------------------ | --------------------------------------------------------- | ------------ |
| 1.                  | «Only the Strong Survive»                           | Джерри Батлер Кенни Гэмбл Леон Хафф              | Джерри Батлер                                             | 2:59         |
| 2.                  | «Soul Days» (при участии Сэма Мура)                 | Jonnie Barnett                                   | Dobie Gray                                                | 3:58         |
| 3.                  | «Nightshift»                                        | Walter Orange Dennis Lambert Franne Golde        | Commodores                                                | 4:56         |
| 4.                  | «Do I Love You (Indeed I Do)»                       | Frank Wilson                                     | Frank Wilson                                              | 2:27         |
| 5.                  | «The Sun Ain't Gonna Shine Anymore»                 | Bob Crewe Bob Gaudio                             | Фрэнки Валли                                              | 3:44         |
| 6.                  | «Turn Back the Hands of Time»                       | Jack Daniels Bonnie Thompson                     | Tyrone Davis                                              | 3:07         |
| 7.                  | «When She Was My Girl»                              | Larry Gottlieb Marc Blatte                       | Four Tops                                                 | 3:17         |
| 8.                  | «Hey, Western Union Man»                            | Butler Gamble Huff                               | Jerry Butler                                              | 3:53         |
| 9.                  | «I Wish It Would Rain»                              | Norman Whitfield Барретт Стронг Rodger Penzabene | The Temptations                                           | 3:24         |
| 10.                 | «Don’t Play That Song»                              | Ахмет Эртегюн Betty Nelson                       | Бен И Кинг                                                | 3:34         |
| 11.                 | «Any Other Way»                                     | William Bell                                     | William Bell                                              | 2:54         |
| 12.                 | «I Forgot to Be Your Lover» (при участии Сэма Мура) | Bell Букер Ти Джонс                              | William Bell                                              | 2:28         |
| 13.                 | «7 Rooms of Gloom»                                  | Холланд — Дозье — Холланд                        | Four Tops                                                 | 2:39         |
| 14.                 | «What Becomes of the Brokenhearted»                 | William Weatherspoon Paul Riser James Dean       | Джимми Раффин                                             | 3:31         |
| 15.                 | «Someday We’ll Be Together»                         | Johnny Bristol Jackey Beavers Harvey Fuqua       | Johnny & Jackey, popularized by Diana Ross & the Supremes | 3:33         |
| Общая длительность: | Общая длительность:                                 | Общая длительность:                              | Общая длительность:                                       | 50:24        |

## Чарты
| Чарт (2022)                          | Высшая позиция |
| ------------------------------------ | -------------- |
| Австралия (ARIA)                     | 3              |
| Австрия (Ö3 Austria)                 | 1              |
| Бельгия/Фландрия (Ultratop)          | 2              |
| Бельгия/Валлония (Ultratop)          | 3              |
| Канада Canadian Albums (Billboard)   | 8              |
| Дания (Hitlisten)                    | 4              |
| Нидерланды (Album Top 100)           | 1              |
| Финляндия (Suomen virallinen lista)  | 3              |
| Франция (SNEP)                       | 3              |
| Германия (Offizielle Top 100)        | 1              |
| Греция (IFPI)                        | 18             |
| Венгрия (MAHASZ)                     | 23             |
| Ирландия (Irish Albums Chart)        | 2              |
| Италия (Classifica album)            | 2              |
| Япония (Oricon)                      | 15             |
| Япония (Digital Albums, Oricon)      | 35             |
| Япония (Hot Albums, Billboard Japan) | 21             |
| Новая Зеландия (RMNZ)                | 4              |
| Норвегия (VG-lista)                  | 1              |
| Шотландия (Scottish Albums Chart)    | 1              |
| Испания (PROMUSICAE)                 | 2              |
| Швеция (Sverigetopplistan)           | 1              |
| Швейцария (Schweizer Hitparade)      | 1              |
| Великобритания (UK Albums Chart)     | 2              |
| США (Billboard 200)                  | 8              |

## Сертификации
| Регион                                                                      | Сертификация | Продажи |
| --------------------------------------------------------------------------- | ------------ | ------- |
| Франция (SNEP)                                                              | Золотой      | 50 000  |
| Италия (FIMI)                                                               | Золотой      | 25 000  |
| Испания (PROMUSICAE)                                                        | Золотой      | 20 000  |
| Великобритания (BPI)                                                        | Серебряный   | 60 000  |
| Данные о продажах + прослушиваниях приведены только на основе сертификации. |              |         |

### Комментарии
1. ↑  С 22-м альбомом, вошедшим в топ-10 Billboard 200, Спрингстин стал восьмым музыкантом в истории по количеству альбомов, вошедших в топ-10, и шестым по количеству альбомов, вошедших в топ-10, среди сольных исполнителей, начиная с 24 марта 1956 года, когда список начал публиковаться на регулярной еженедельной основе, и заканчивая последним чартом, датированным 26 ноября 2022 года. Музыканты по наибольшему количеству альбомов, вошедших в топ-10 Billboard 200:
37, The Rolling Stones; 
34, Барбра Стрейзанд; 
32, The Beatles; 
32, Фрэнк Синатра; 
27, Элвис Пресли; 
23, Боб Дилан; 
23, Мадонна; 
22, Брюс Спрингстин; 
21, Элтон Джон; 
21, Пол Маккартни/Wings; 
21, Джордж Стрейт; 
20, Принс.